# Mike Riddle (freestyleskieër)
Micheal (Mike) Riddle (Edmonton, 17 juni 1986) is een Canadese freestyleskiër. Hij vertegenwoordigde zijn vaderland op de Olympische Winterspelen 2014 in Sotsji en op de Olympische Winterspelen 2018 in Pyeongchang.

## Carrière
Op de wereldkampioenschappen freestyleskiën 2005 in Ruka eindigde Riddle als vijftiende in de halfpipe. Bij zijn wereldbekerdebuut, in januari 2006 in Les Contamines, stond hij direct op het podium. Twee jaar later boekte de Canadees in Valmalenco zijn eerste wereldbekerzege.
Tijdens de wereldkampioenschappen freestyleskiën 2009 in Inawashiro eindigde Riddle als vijfde op het onderdeel halfpipe. In Deer Valley nam de Canadees deel aan de wereldkampioenschappen freestyleskiën 2011. Op dit toernooi veroverde hij de wereldtitel in de halfpipe. Op de wereldkampioenschappen freestyleskiën 2013 in Voss eindigde hij als vierde in de halfpipe. In het seizoen 2012/2013 won hij het wereldbekerklassement halfpipe. Tijdens de Olympische Winterspelen van 2014 sleepte hij de zilveren medaille in de wacht op het onderdeel halfpipe.
In de Spaanse Sierra Nevada nam Riddle deel aan de wereldkampioenschappen freestyleskiën 2017. Op dit toernooi behaalde hij de zilveren medaille in de halfpipe. Tijdens de Olympische Winterspelen van 2018 in Pyeongchang eindigde de Canadees als zesde in de halfpipe.

## Resultaten

### Olympische Winterspelen
| Jaar | Plaats      | Resultaten  |
| ---- | ----------- | ----------- |
| 2014 | Sotsji      | Halfpipe    |
| 2018 | Pyeongchang | 6e Halfpipe |

### Wereldkampioenschappen
| Jaar | Plaats        | Resultaten   |
| ---- | ------------- | ------------ |
| 2005 | Ruka          | 15e Halfpipe |
| 2009 | Inawashiro    | 5e Halfpipe  |
| 2011 | Deer Valley   | Halfpipe     |
| 2013 | Voss          | 4e Halfpipe  |
| 2017 | Sierra Nevada | Halfpipe     |

### Wereldbeker
Eindklasseringen
| Seizoen   | Algm | HP     |
| --------- | ---- | ------ |
| 2005/2006 | 31e  | Zilver |
| 2007/2008 | 18e  | Brons  |
| 2008/2009 | 49e  | 6e     |
| 2010/2011 | 81e  | 12e    |
| 2011/2012 | 90e  | 12e    |
| 2012/2013 | 4e   | Goud   |
| 2013/2014 | 30e  | Brons  |
| 2014/2015 | 37e  | 6e     |
| 2015/2016 | 156e | 29e    |
| 2016/2017 | 141e | 19e    |
| 2017/2018 | 73e  | 13e    |

Wereldbekerzeges
| Datum           | Plaats          | Onderdeel |
| --------------- | --------------- | --------- |
| 12 maart 2008   | Valmalenco      | Halfpipe  |
| 11 januari 2013 | Copper Mountain | Halfpipe  |
| 25 maart 2013   | Sierra Nevada   | Halfpipe  |
| 12 maart 2015   | Tignes          | Halfpipe  |